# Duardos de Bretaña
Duardos de Bretaña (en portugués: Duardos de Bretanha) es un libro de caballerías portugués del escritor portugués Diogo Fernandes, vecino de Lisboa, quien lo dedicó a Pero Dacacova Carneiro, conde da Idanha y veedor de la hacienda real. Se imprimió por primera vez en Lisboa en 1582 y fue reimpreso en 1604. No ha sido traducido al español.

## Reseña
Es la continuación del Palmerín de Inglaterra, del cual constituye la tercera y cuarta parte. Cronológicamente es el quinto integrante del popular ciclo hispano portugués de los Palmerines, iniciado con Palmerín de Oliva en 1511.
La primera parte consta de 85 capítulos y la segunda de 46 (respectivamente, la tercera y la cuarta del Palmerín de Inglaterra).
En esta obra se relatan las aventuras y amores de Don Duardos segundo de Bretaña, hijo de Palmerín de Inglaterra y Polinarda, y de otros príncipes que se educaron en la Isla Deleitosa con el sabio Daliarte, medio hermano de Palmerín, tales como Vasperaldo, hijo de Floriano del Desierto y Leonarda de Tracia, y Primaleón el segundo, hijo del príncipe Florendos y la bella Miraguarda. La acción concluye con el matrimonio del protagonista con su amada prima Carmelia de Tracia, hermana de Vasperaldo, que poco después de la boda es raptada junto con otras princesas.
En la continuación, Clarisol de Bretaña (1602), de Baltasar Goncalves Lobato, se relatan las aventuras de un hijo de Duardos y Carmelia.